# 徐葆正
徐葆正，武警少将警衔，曾任公安海警学院（今中国人民武装警察部队海警学院）院长、党委书记。

## 經歷
2003年7月，经国务院、中央军委作出决定，将徐葆正的武警大校警衔晋升为武警少将警衔。
2010年12月起，任公安海警学院院长（正军职）、党委委员、常委、书记。